# Naatu Naatu
«Naatu Naatu» es una canción india en idioma télugu compuesta por MM Keeravani para la banda sonora de la película RRR. La letra está escrita por Chandrabose y es cantada por Rahul Sipligunj y Kaala Bhairava. La versión lírica de la canción fue lanzada el 10 de noviembre de 2021, a través de los sellos discográficos Lahari Music y T-Series. Mientras que la canción del video completo se lanzó el 11 de abril de 2022.
La canción también fue lanzada en hindi como «Naacho Naacho», en tamil como «Naattu Koothu», en canarés como «Halli Naatu» y en malabar como «Karinthol». El paso de gancho que involucraba a NTR Jr. y Ram Charan bailando juntos se hizo popular. «Naatu Naatu» se convirtió en la primera canción de una película india en ser nominada y ganar el Óscar a la mejor canción original en su 95.ª ceremonia de premiación. Además, la canción recibió el premio a la mejor canción original en la 80.ª edición de los Globos de Oro, lo que la convierte en la primera canción asiática e india en ganar el premio.

## Video musical
El video musical es un clip directo de una escena en RRR, que presenta a Ram (Ram Charan) y Bheem (N. T. Rama Rao Jr.) cantando la letra y bailando más que los hombres ricos británicos en una elegante fiesta británica, animados por el amor de Bheem. Interesa a Jenny (Olivia Morris). En el clímax de la canción, Ram y Bheem inician una batalla de baile entre ellos y los hombres británicos, quienes caen uno por uno porque no pueden mantenerse al día; y a pesar de ser aclamado, Ram finge lesionarse la pierna y se cae para permitir que Bheem gane la batalla e impresione a Jenny. El baile fue coreografiado por Prem Rakshith.

## Producción

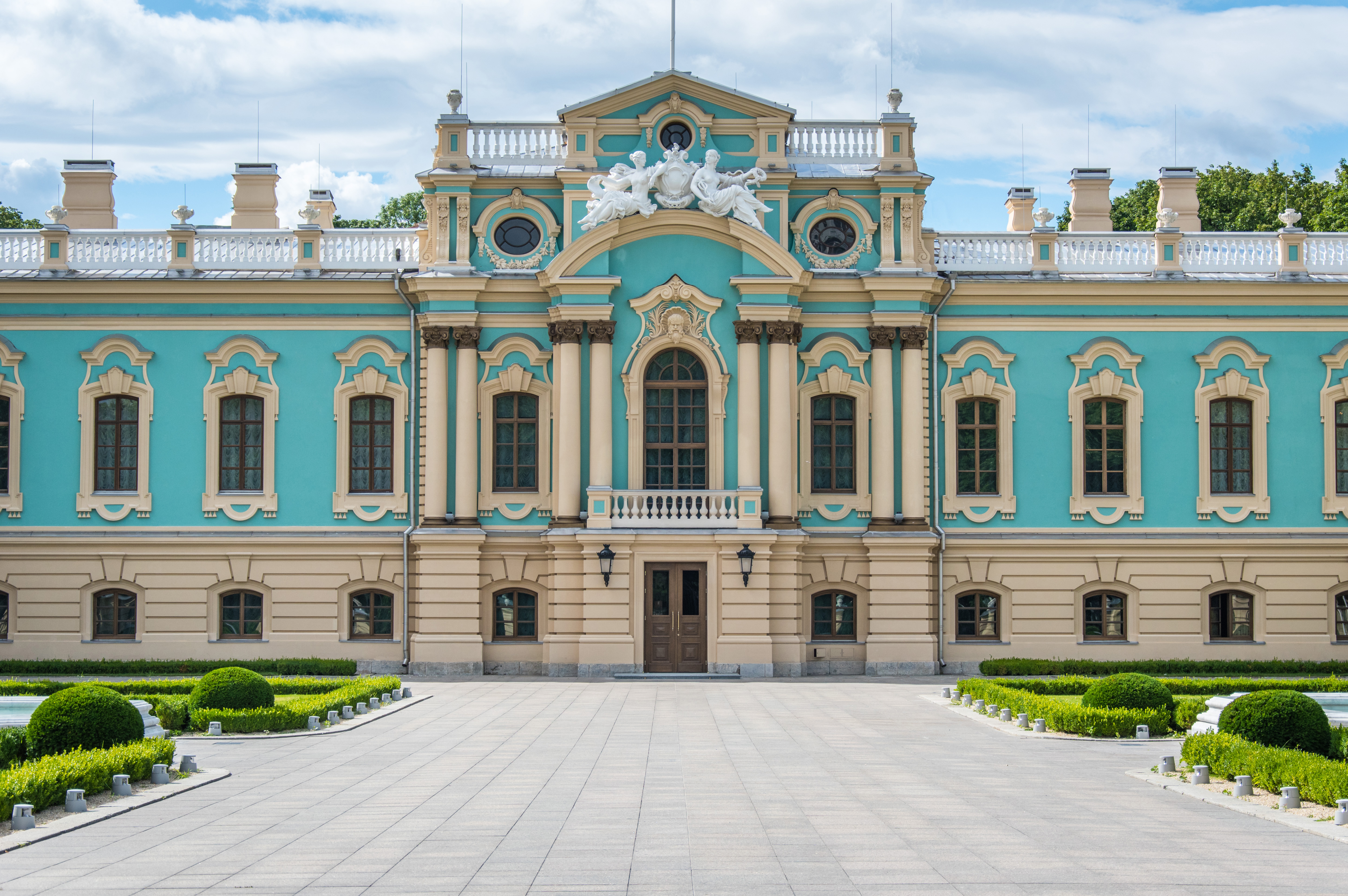
«Naatu Naatu» fue filmado en el Palacio Mariinskyi, Ucrania

«Naatu Naatu» se rodó en agosto de 2021 en Ucrania como parte del tramo final del rodaje de la película RRR. El rodaje tuvo lugar en el Palacio Mariinskyi (Palacio Presidencial de Ucrania) en Kiev, unos meses antes del inicio de la invasión rusa de Ucrania.

## Recepción

### Respuesta de la audiencia
La canción recibió una recepción positiva por parte del público, elogiando la música. El paso de gancho, realizado por Rama Rao y Charan, se volvió viral en las redes sociales. Charan y Rama Rao a menudo recrearon la parte viral del baile en las promociones de la película, al igual que el director Rajamouli en la fiesta de éxito de la película con el apoyo de Rama Rao.

### Recepción de la crítica
OnManorama elogió la canción y afirmó que «los ritmos que levantan el ánimo y los actores más alegres que bailan al ritmo de esos ritmos es justo lo que los fanáticos han estado esperando, desde que los creadores anunciaron la obra maestra». A. Kameshwari de The Indian Express escribió: «Naatu Naatu ofrece el doble de diversión a medida que los dos actores actúan juntos en la pantalla y crean una energía insana, que te hace querer bailar también. La canción de RRR seguramente se puede titular como la mejor canción masiva del año». Una reseña de Mirchi9 criticó la canción en sí misma por ser ordinaria, calificándola de «un número útil de la vieja escuela». Sin embargo, elogiaron la coreografía y la relación de Rama Rao y Charan, calificándolo como un «festín visual».

## Reconocimientos
| Premio                                                                 | Fecha de la ceremonia   | Categoría                       | Resultado  | Ref.   |
| ---------------------------------------------------------------------- | ----------------------- | ------------------------------- | ---------- | ------ |
| Premios de la crítica independiente de Chicago                         | 21 de enero de 2023     | Mejor canción original          | Ganadora   | [ 27 ] |
| Premios de la Asociación de Críticos de Florida Central                | 6 de enero de 2023      | Mejor canción original          | Subcampeón | [ 28 ] |
| Premios de la Crítica Cinematográfica                                  | 15 de enero de 2023     | Mejor canción                   | Ganadora   | [ 29 ] |
| Premios de la Sociedad de Críticos de Cine de Denver                   | 16 de enero de 2023     | Mejor canción original          | Ganadora   | [ 30 ] |
| DiscussingFilm Critics Awards                                          | 4 de enero de 2023      | Mejor canción original          | Ganadora   | [ 31 ] |
| Premios de la Asociación de Críticos de Cine de Georgia                | 13 de enero de 2023     | Mejor canción original          | Subcampeón | [ 32 ] |
| Premios Óscar                                                          | 12 de marzo de 2023     | Mejor canción original          | Ganadora   | [ 33 ] |
| Premios Globo de Oro                                                   | 10 de enero de 2023     | Mejor canción original          | Ganadora   | [ 34 ] |
| Premios de la Sociedad de Críticos de Cine de Hawái                    | 13 de enero de 2023     | Mejor canción                   | Nominada   | [ 35 ] |
| Premios de Cine de la Asociación de Críticos de Hollywood              | 24 de febrero de 2023   | Mejor canción original          | Ganadora   | [ 36 ] |
| Premios a la música de Hollywood en los medios                         | 16 de noviembre de 2022 | Canción - Actuación en pantalla | Nominada   | [ 37 ] |
| Premios de la Sociedad de Críticos de Cine de Houston                  | 18 de febrero de 2023   | Mejor canción original          | Ganadora   | [ 38 ] |
| Premios de la Sociedad de Críticos de Cine de Las Vegas                | 12 de diciembre de 2022 | Mejor canción original          | Nominada   | [ 39 ] |
| Premios de la Asociación de Críticos de Cine de la Ciudad de la Música | 9 de enero de 2023      | Mejor canción original          | Ganadora   | [ 40 ] |
| Premios de la Asociación de Críticos de Cine de Carolina del Norte     | 3 de enero de 2023      | Mejor canción original          | Ganadora   | [ 41 ] |
| Premios de la Sociedad de Cine de Dakota del Norte                     | 16 de enero de 2023     | Mejor canción original          | Nominada   | [ 42 ] |
| Premios Satellite                                                      | 3 de marzo de 2023      | Mejor canción original          | Nominada   | [ 43 ] |

## Registros
Dentro de las 24 horas posteriores a su lanzamiento, la canción superó los 17 millones de visitas en telugu (convirtiéndose en la canción en telugu más vista) y 35 millones de visitas en los cinco idiomas. También se convirtió en la canción télugu más rápida en cruzar 1 millón de me gusta, En febrero de 2022, la canción superó los 200 millones de visitas en todos los idiomas.

## Rendimiento gráfico
| Año       | Gráfico                       | Posición alta | Intervalo de tiempo en el gráfico | Ref. |
| --------- | ----------------------------- | ------------- | --------------------------------- | ---- |
| 2021-2022 | Mirchi Music Top 20 Countdown | 1             | 24 semanas                        |      |